# 李遠 (北朝)
李遠（507年—557年12月5日），字万岁，原州平高县（今宁夏回族自治区固原市原州区）人，自称陇西郡成纪县（今甘肃省秦安县）人，北魏、西魏、北周官员，西魏十二大将军之一。

## 生平
北魏末年，李远率领乡人對抗敕勒胡琮起事，後來出任长城郡守以及高平郡守，得到宇文泰的亲遇，从征窦泰、收复弘农，战于沙苑，任原州刺史，河东郡守，封阳平郡公。劝课农桑，兼修武备。官至尚书左仆射。宇文泰甚至让自己的儿子宇文达拜李远为父。西魏文帝登基时，因為宇文泰覺得李遠的字不錯，於是就讓李遠親自扶著皇帝登殿。宇文觉即位，为柱国大将军，因为其子李植密谋反对宇文护。事发宇文护乃害植，并逼李远自杀。其子李叔谐、李叔谦、李叔让亦死。余子以年幼得免。
武帝宇文邕亲政，下诏赠本官，加陕熊等十五州诸军事、陕州刺史。谥号忠，隋朝开皇初年，追赠上柱国、黎国公，改谥怀。

## 學術考證
姚薇元考證其家族出身高車。

## 家庭

### 兄弟姐妹
- 李贤，北周大将军、河州总管、河西桓公
- 李穆，隋朝上柱国、太师、申明公
- 李氏，厍狄乐生母

### 子女
- 李植，北周梁州刺史
- 李基，北周骠骑大将军、开府仪同三司、江州刺史、敦煌孝公
- 李叔谐
- 李叔谦，北周仪同、义安公[2]
- 李叔让